# مناخ المغرب

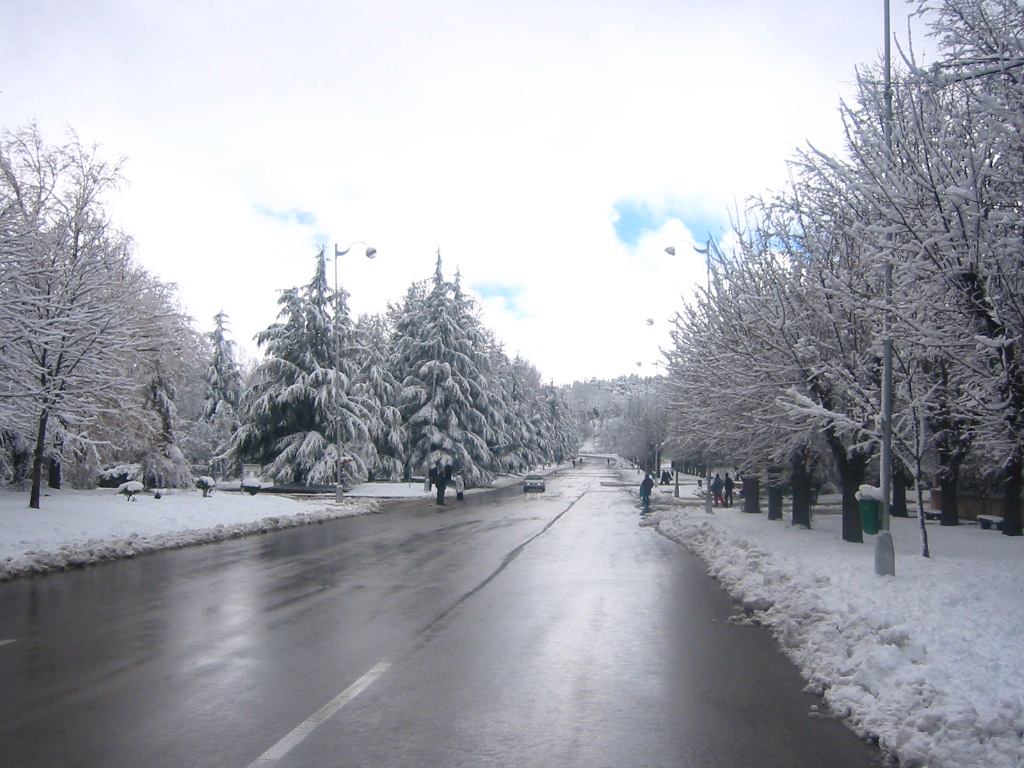
صورة لمدينة إفران خلال فصل الشتاء، حيث يتميز بتساقط كثيف للثلوج

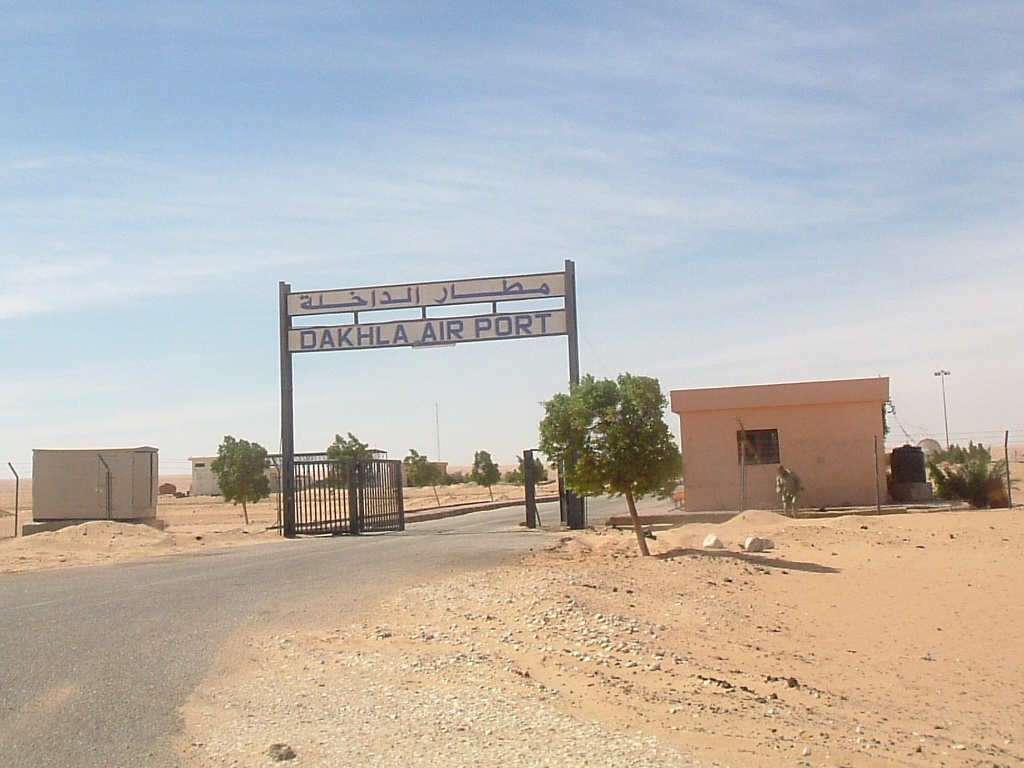
صورة لمدينة الداخلة ذات المناخ الصحراوي

يتنوع تصنيف المناخ في المغرب حسب المناطق فهو متوسطي بالشمال، ومحيطي بالغرب، وقاري بالداخل، وصحراوي بالجنوب. يتأثر مناخ البلاد بظاهرة تذبذب شمال المحيط الأطلسي، وهي عبارة عن تقلبات غير منتظمة في الضغط الجوي فوق شمال المحيط الأطلسي بين مَركزي مرتفع الآصور ومنخفض آيسلندا.
ينخفض معدل هطول الأمطار من الشمال إلى الجنوب، ويبقى مهمًا فقط في المرتفعات حيث يَبلغ 2000 مليمتر في جبال الريف، بينما يصل إلى أقل من 150 مليمتر في المناطق قبل الصحراوية وكذلك المناطق الصحراوية.
تترواح درجات الحرارة الدنيا ما بين 5 و15 درجة مئوية وذلك حسب المناطق مع درجات دنيا تحت الصفر خصوصًا في المناطق الجبلية والمناطق المجاورة لها، بينما قد تَبلغ درجات الحرارة العليا 45 درجة مئوية في وسط البلاد وتفوق 50 درجة مئوية داخل المناطق الصحراوية.

## المناطق المناخية

تصنيفات كوبن للمناخ في المغرب

يمكن تقسيم المناخ في المغرب إلى قسمين: الشمال الغربي والجنوب الشرقي.
في الجنوب الشرقي المناخ قاحل وضعيف الكثافة السكانية. في الشمال الغربي المناخ معتدل ويطابق إلى حد كبير مناخ شبه الجزيرة الإيبيرية ويعد منطقة ذات كثافة سكانياً عالية.
تتضمن المناطق كثيفة السكان نطاق المناخ المتوسطي، وبما أن المنطقة الشمالية جبلية جدا، فإنها تتضمن أيضا تأثيرات المناخين الجبلي والقاري، وكذلك التأثير المناخي المحيطي على السواحل الأطلنتية. هناك أيضاً الأراضي ذات المناخ الشبه قاحل التي تتمثل في المناطق الشمالية الشرقية، الجنوب الأوسط والجنوب الغربي. وأخيراً، المناخ الصحراوي الذي ينتشر على مساحات شاسعة جنوب البلاد.
على طول الساحل المتوسطي، المناخ المتوسطي هو المهيمن في تلك المنطقة مع وجود تغطية نباتية ملائمة. غالبا ما يتميز فصل الصيف بالحرارة المفرطة نسبيا، أما فصل الشتاء فيكون معتدلاً. بعيدا عن السواحل، يصبح المناخ في جبال الريف قارياً مع صيف حار وشتاء بارد. على الارتفاعات أكثر من 1000 متر، يصبح المناخ جبلياً مع درجات حرارة معتدلة في الصيف وباردة في الشتاء. تكون الواجهة الغربية أكثر استقبالا للتساقطات مع تسجيل مقاييس تتراوح بين 600 و1500 مم، بينما الواجهة الشرقية تسجل أقل بنسب تتراوح بين 300 و700 مم. تسجل تساقطات ثلجية بالمناطق الأكثر ارتفاعاً.
1. مدن ذات مناخ متوسطي: طنجة، تطوان، الحسيمة، الناظور.
2. مدن ذات مناخ قاري: شفشاون، تازة.
3. مدن ذات مناخ جبلي: باب برد.

على الساحل الأطلنتي، مناخ متوسطي مع تأثير محيطي. يختلف انطباع تأثير هذا الأخير من منطقة إلى أخرى على طول الساحل. وغالبا ما يتم اعتباره ما بين أصيلة إلى الصويرة. حرارة الصيف معتدلة إلى حارة نسبياً، والشتاء معتدل عن نظيره على الساحل المتوسطي. بعيدا باتجاه جبال الأطلس، يصبح المناخ قارياً مع شتاء بارد وصيف حار. على الارتفاعات أكثر من 1000 متر، يصبح المناخ جبليا، مع صيف معتدل وشتاء مفرط البرودة. على العموم، التساقطات بهذه المناطق تكون عالية ويكون المتوسط بين 500 و 1800 مم في الشمال، لكن بتغيير الاتجاه نحو الجنوب يضعف المتوسط السنوي للتساقطات ليتراوح بين 100 إلى 200 مم. تتساقط الثلوج على الارتفاعات العالية.
هناك محطتي تزلج في المغرب، واحدة في الأطلس المتوسط وهي ميشليفين، وأخرى باسم أوكايمدن في الأطلس الكبير.
1. مدن ذات مناخ محيطي: الرباط، الدار البيضاء، الصويرة، العرائش.
2. مدن ذات مناخ قاري: فاس، مكناس، خنيفرة، بني ملال.
3. مدن ذات مناخ جبلي: إفران، أزرو، ميدلت، إيموزار كندر.

يتميز مناخ المناطق الجنوبية للشمال الغربي بشبه قحولته. نسبة التساقطات المطرية منخفضة تتراوح بين 250 و350 مم سنويا. أما مقاييس الحرارة فهي لا تتغير بشكل كبير مقارنة مع الأقاليم الشمالية. أمثلة المدن ذات هذا المناخ كثيرة منها مدينتي أكادير ومراكش.
الأقاليم الجنوبية للمملكة تتميز بمناخ صحراوي، لكن تكون الحرارة معتدلة على السواحل.